# Centum Prata

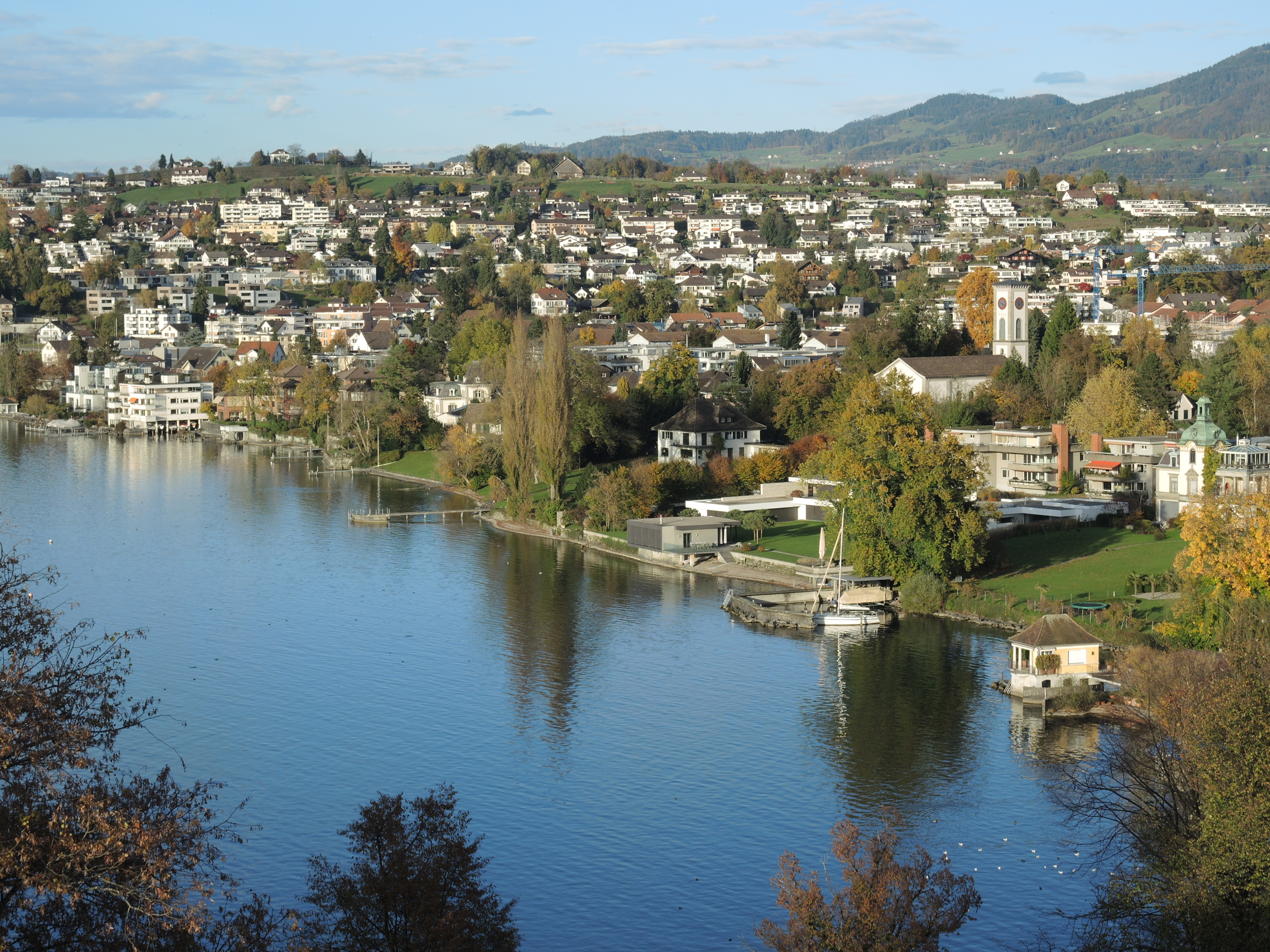
Das Zentrum der römischen Siedlung: Kempraten und die gleichnamige Bucht am Zürichsee

Centum Prata ist eine Siedlung aus römischer Zeit am Ostufer des Zürichsees in Kempraten, einem Ortsteil von Rapperswil-Jona im Kanton St. Gallen. Der überwiegende Teil der erhaltenen Anlagen von Gewerbe- und Wohnbauten steht in Kempraten, einige im Ortsteil Rapperswil. Weitere Fundstellen sind bei der St. Martinskirche in Busskirch und der Pfarrkirche in Jona sowie Pfahlreste einer römischen Seebrücke zwischen Rapperswil und Hurden, die in direktem Zusammenhang mit der Zentrumssiedlung Centum Prata gestanden haben dürfte.

## Keltische Vorgängersiedlung
Zahlreiche archäologische Funde zeigen, dass das Gebiet um Rapperswil, Jona und insbesondere Kempraten seit mindestens 5000 Jahren besiedelt ist, vor der Zeitenwende von Kelten, später von Römern, der gallo-römischen Mischbevölkerung und eingewanderten alamannischen Bevölkerungsgruppen. Zu den Glanzlichtern archäologischer Funde zählen in Kempraten eine neolithische Beilwerkstatt im Seegubel, aus der Latènezeit Körpergräber, die auf eine frühe Besiedlung hinweisen, sowie eine Vielzahl an Einzelfunden. Bislang nicht geklärt ist, ob an der Kempratnerbucht gegenüber dem heutigen Schlosshügel Rapperswil eine helvetische Siedlung Cambioratin («Bucht-Hügel») existiert hat.

## Vicus Centum Prata

### Gründung

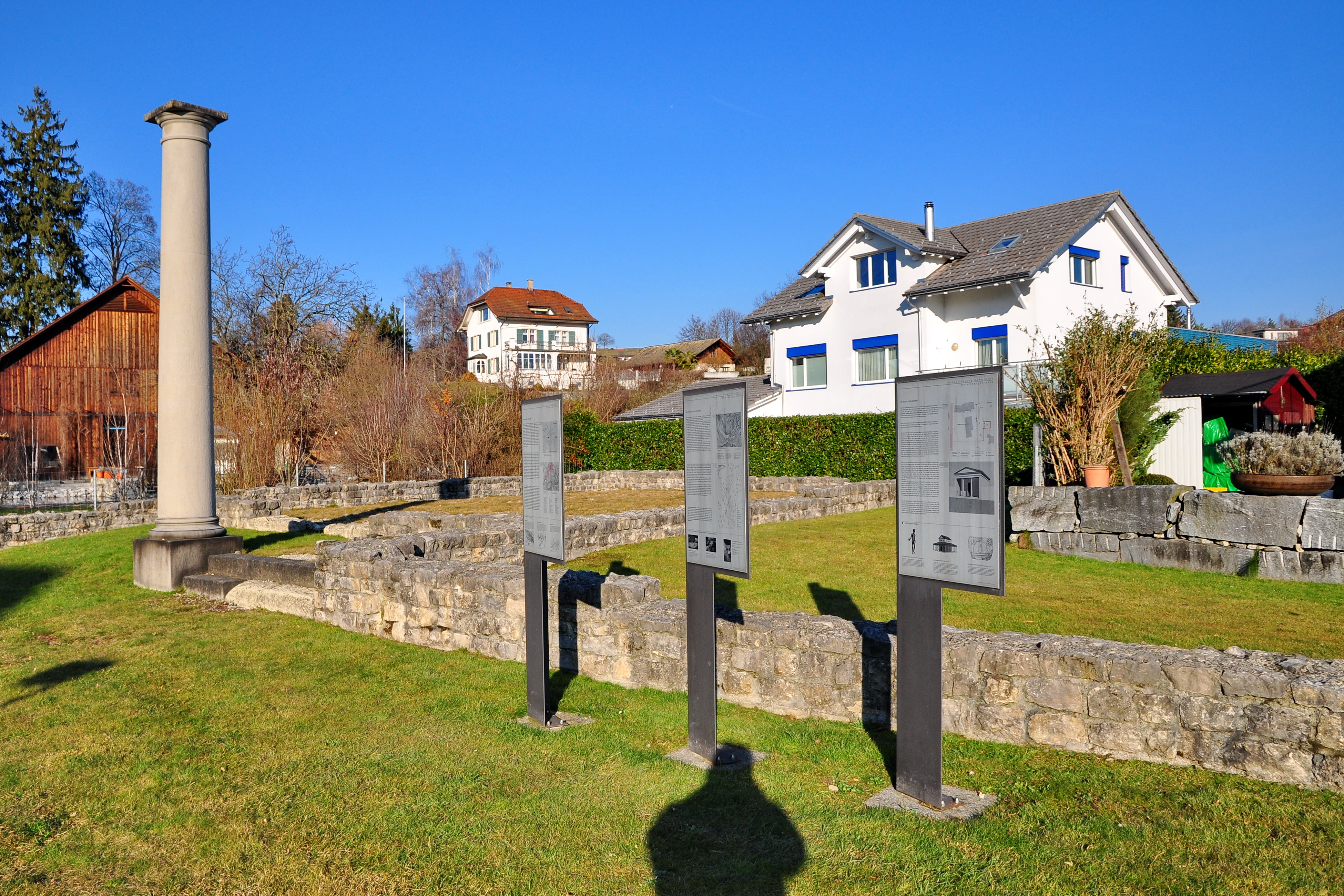
Fundstelle Meienbergstrasse mit dem Forum

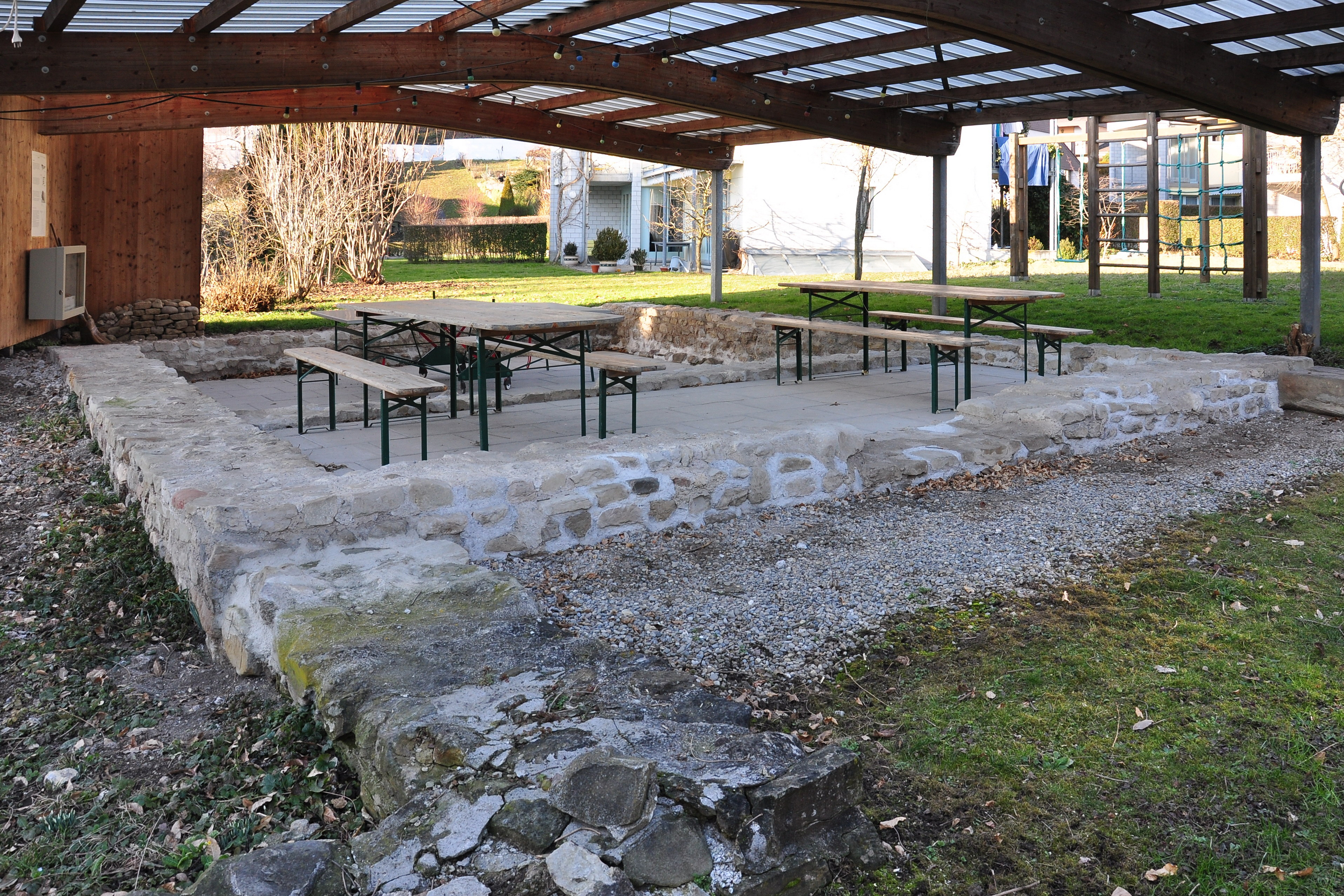
Mauerreste in der Wohnüberbauung Römerwiese

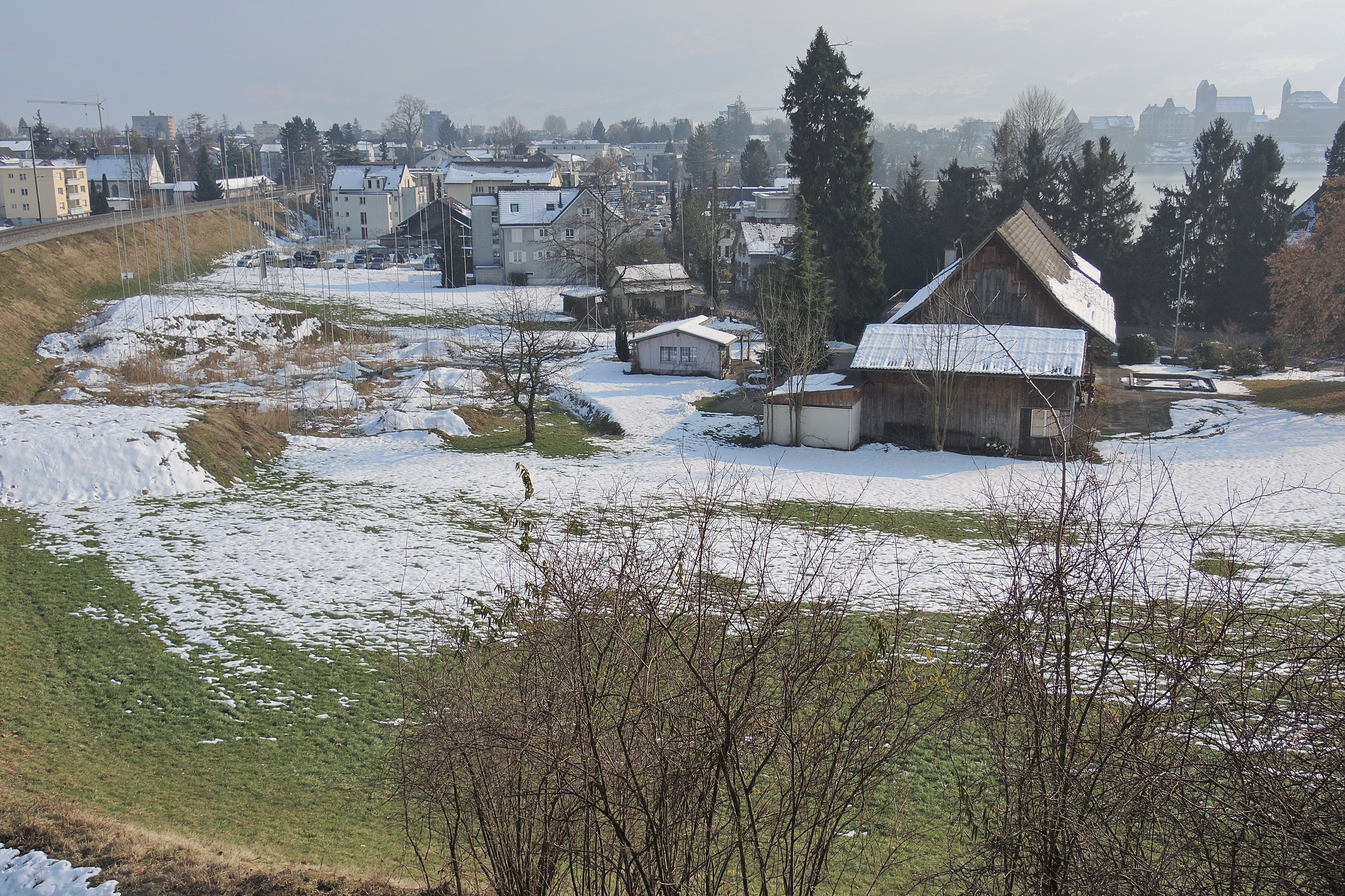
Lage des Tempelbezirks bei der Römerwiese

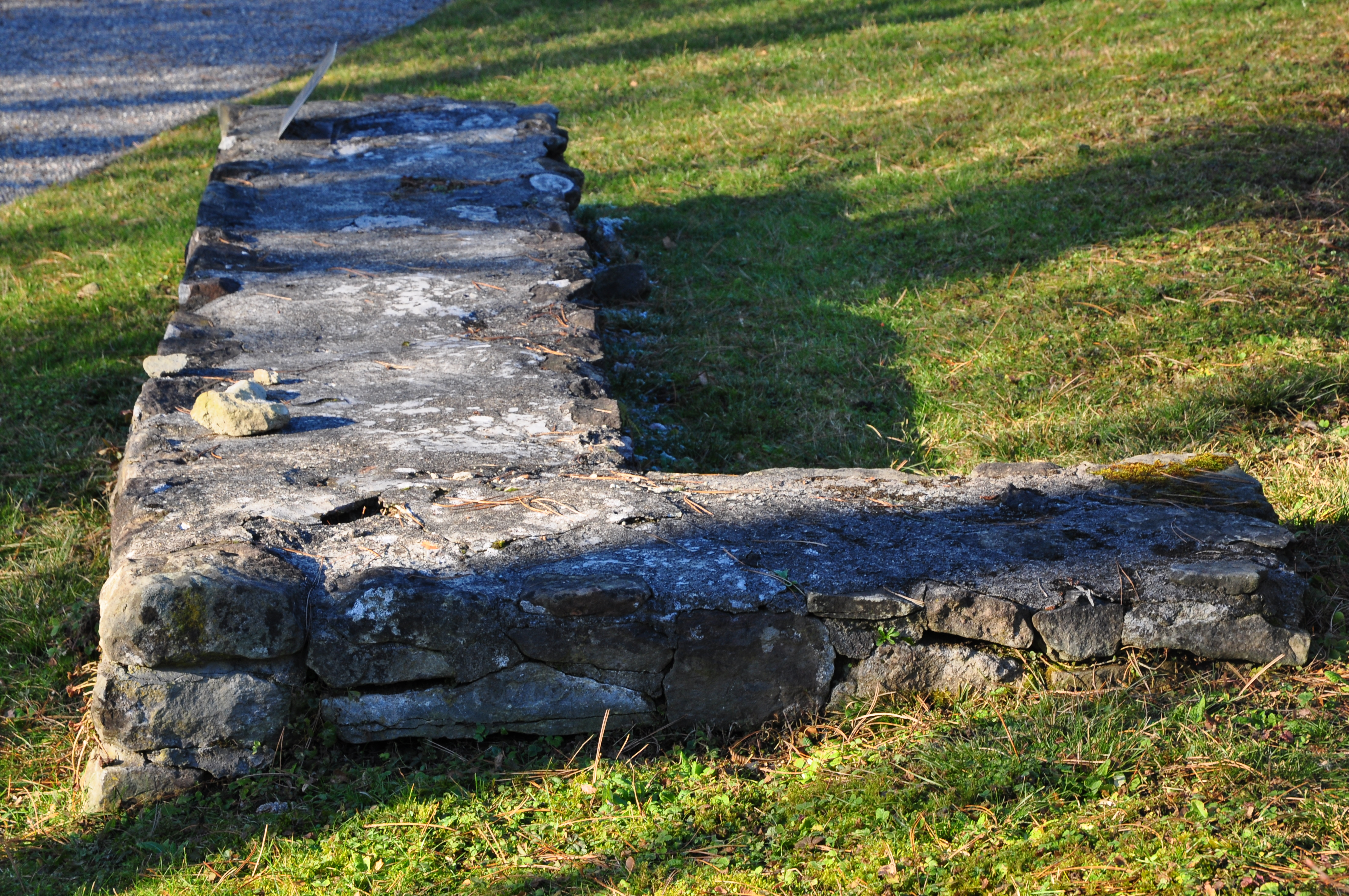
Friedhof der St. Ursula-Kapelle

Nach der Eroberung durch Drusus und seinen Bruder Tiberius (Kaiser Tiberius Claudius Nero von 14 bis 37 n. Chr.) lag das Gebiet am rechten (östlichen) Ufer des Zürichsees im Grenzbereich der römischen Provinzen Raetia (Rätien) und Germania superior (Obergermanien).
Centum Prata entstand um 40 n. Chr. als Strassensiedlung am Kreuzpunkt der Strassen von Zürich (lat. Turicum) und Winterthur (Vitudurum) sowie der nach Chur (Curia Raetorum) und Italien führenden Alpenroute. Andererseits war Kempraten auch ein wirtschaftliches Zentrum für das umliegende Gebiet, das Wohn- und Wirtschaftsräume für Handwerker, Gewerbetreibende, Schiffer und Fuhrleute aufwies. Der Vicus Centum Prata (Kempraten) wurde zu einer bedeutenden römischen Siedlung, die vom 1. bis nachchristlichen 4. Jahrhundert zur Sicherung der Provinzgrenzen gedient haben dürfte.

### Lage
Die Hauptstrasse (heutige Kreuz- und Fluhstrasse) der Siedlung lag parallel zum Seeufer bei der Kempratner Bucht. Die Ausdehnung betrug in Nord-Süd-Richtung über 300 Meter und rund 200 Meter in der West-Ost-Achse, mit in der ersten Siedlungsphase Fachwerk- und einfachen Holzhäusern. Am östlichen Rand lag ein Brandgräberfeld. Das Zentrum der Siedlung erstreckte sich um die sogenannte Römerwiese, heute eine Wohnüberbauung, in deren Zentrum Mauerreste und einige Exponate aus den Grabungen der Öffentlichkeit zugänglich sind, sowie weitere Überreste von steinernen Wohn- und Gewerbebauten mit dem Forum bei der Meienbergstrasse und im Friedhof der St. Ursula–Kapelle.

### Gewerbe- und Wohnbauten
Um 120 n. Chr. wurden nach einem Grossbrand im Siedlungszentrum Steinbauten mit Innenhöfen errichtet. An der Peripherie standen einfachere Häuser, sogenannte Streifenhäuser mit für die Region typischen langrechteckigen Grundrissen. Gewerbebauten waren zur Strasse hin ausgerichtet, im der Strasse abgewandten Gebäudeteil lagen die Wohnräume. In den Hinterhöfen fanden sich teilweise Nachweise für ein- bis zweiräumige kleinere Gebäude sowie Areale für Gärten, Haustiere, Abfallgruben und Töpferöfen.

### Öffentliche Bauten
Öffentliche Einrichtungen wie die Thermen werden im Umfeld des heutigen Friedhofs vermutet und ein ummauerter Tempelbezirk mit zwei gallo-römischen Umgangstempeln, einem Brandaltar und zwei Kapellen am nordwestlichen (Seewiese südlich vom Bahnhof Kempraten) Rand der Siedlung. An der Ausfallstrasse nach Vitudurum (Rütistrasse/Rebacker) ist ein Gräberbrandfeld mit rund 50 Bestattungen archäologisch erfasst.

#### Gallorömischer Tempelbezirk
Sondierungen anlässlich von Planarbeiten zu einer Wohnüberbauung im November 2003 zeigten auch südlich des 1894 errichteten Bahndamms in Kempraten römische Artefakte. Am Rande des Siedlungsgebiets erforschte die Grabungsequippe der Kantonsarchäologie St. Gallen auf rund 1500 Quadratmeter den gallorömischen Tempelbezirk, dessen eingefriedetes Gebiet etwa 900 Quadratmeter betragen haben dürfte. In einer älteren Phase von einem Graben umgeben, wurde das längliche, trapezförmige Areal später durch eine Mauer abgegrenzt.
Die ältesten datierbaren Strukturen des Tempelbezirks sind lange Gräben, ausgekleidet mit unbearbeiteten Sandsteinplatten, die als Drainagen dienten, um den Baugrund in Seenähe zu entwässern. Keramik aus der Verfüllung kann um 100 n. Chr. datiert werden.
Im Hofareal standen zwei gallorömische Umgangstempel, und in der cella des grösseren, aus Handquadern aus Sandstein gemauerten Gebäudes (4,8 × 4,3 Meter) fanden sich Reste eines Mörtelbodens. Dieser lag über dem damaligen Aussenniveau und war über Stufen zugänglich. Das Mauerwerk weist auf der Aussenseite starke Brandrötungen auf. Gefunden wurden Hinweise auf eine ältere Holzbauphase des Gebäudes. Die Mauern des Umganges verfügten über vermutliche Sockelfundamente für Säulen oder Pfosten.
Der zweite Tempelbau (cella: 3,6 × 3,7 Meter) war kleiner, aus Lesesteinen konstruiert und wurde rückseitig von der Hofmauer abgeschlossen. Direkt neben dem kleinen Tempel lagen in einer Grube mehrere Fragmente eines durchlochten Fassbodens, der vermutlich als Brunnen diente.
Unter dem in drei Gruben mit Feuchtbodenerhaltung gesicherten Fundmaterial, grösstenteils aus dem 2. und 3. Jahrhundert n. Chr., sind die Fragmente von Inschriften und fünf Fluchtäfelchen aus Blei besonders hervorzuheben. Die Inschriften sind Sockelteile von zwei Weihealtärchen und zwei Fragmente einer grösseren Inschrift. Unter den Keramikfunden sind die zahlreichen Reste von Räucherkelchen bemerkenswert. Weitere Funde sind Opfergaben, darunter mehrere Fragmente von Venusfigurinen aus Terrakotta, zwei Fragmente von bronzenen Votivbeilchen sowie Münzen. Vereinzelt wurden prähistorische Streufunde geborgen.
Zwei zu Halbsäulen umgearbeitete Kapitelle und weitere Architekturfragmente aus Sandstein erlauben einen Eindruck von der baulichen Gestaltung der beiden Sakralbauten. Ein Brandaltar stand in der Mittelachse der zwei Tempelbauten: Kohlereste in seinem Umfeld dürfen wohl Brandopfern in Verbindung zu bringen sein. Rings um den Altar wurden mehrere aufeinanderfolgende Kiesschüttungen dokumentiert. Vermutlich fanden sich im Tempelbezirk noch weitere kleinere Holzbauten aus Holz. Am Rand der Grabung kam ein Kalkbrennofen des 1. Jahrhunderts n. Chr. zum Vorschein. Dokumentiert wurden drei Steininschriften, darunter eine Bauinschrift, sowie eine grosse Zahl an Keramik-, Knochen- und Botanikfunden, aus denen sich die mit der Auswertung betrauten Fachleute vertiefte Erkenntnisse zu Opfer- und Kulthandlungen und zu den im Heiligtum verehrten Gottheiten erhofften. Die inschriftlich überlieferte Muttergöttin Magna Mater Kybele konnte in der Schweiz bislang nur in den städtischen Zentren Aventicum (Avenches) und Augusta Raurica (Augst/Kaiseraugst) nachgewiesen werden. Die Ausgrabungen des gallorömischen Tempelbezirks in der Seewiese wurden 2012 abgeschlossen.

##### Fluchtafeln
Unter dem umfangreichen Fundmaterial sind fünf Fluchtafeln aus Blei mit antiken Verwünschungen und Zaubersprüchen bemerkenswert, die in der Schweiz bislang äusserst selten und von denen aus den gallischen und germanischen Provinzen des römischen Reiches nur etwa 100 Stück bekannt sind. Weitgehend vollständig erhalten ist nur eines der Täfelchen von 10 × 10 Zentimeter Breite und 0,2 Zentimeter Dicke. Angerufen wird die in Kempraten verehrte Muttergöttin Kybele, und die Verwünschungen richten sich gegen die Übeltäter von Einbruch und Diebstahl: Täter und Mitwisser «sollen so im Dreck liegen, wie dieser Brief im Dreck liegen wird» (Latein: Sic iaceat in micto quemadmodum haec epistula iacitura est). Auch auf dem zweiten, fragmentarisch erhaltenen Täfelchen wird die Magna Mater angerufen, um den Dieb eines Mantels zu bestrafen. Ein drittes Bleitäfelchen ist zusammengefaltet und deshalb unlesbar.

#### Forum
Das Forum bei der Meienbergstrasse beherbergte an seiner östlichen Seite (Rütistrasse) einen Steinbau mit zwei markanten Frontsäulen, wovon eine rekonstruiert wurde. Betreten wurde das Gebäude über eine breite Treppe, und über eine zweiflügelige Tür war der Hauptraum zugänglich. Erhalten sind die Grundmauern sowie die Drehpunkte der Türflügel und das Riegelloch. Aufgrund seiner zentrale Lage und der Säulenfront wird der Bau als Tempelanlage interpretiert. Der davorliegende grosse Platz wurde durch symmetrische seitliche Mauern abgeschlossen. Im Westen der Anlage stand ein weiterer Steinbau mit Säulen, dessen Gebäudeumrisse nicht erhalten sind, eine Nutzung als Curia oder Tempel aber nicht ausgeschlossen wird.

### Verkehrsknotenpunkt
In der heutigen Kempratner Bucht lag der Umschlagplatz für Güter, die auf den erwähnten Römerstrassen, über die Brücke zwischen Rapperswil und Hurden und auf der Wasserstrasse Zürichsee–Walensee transportiert wurden. Von hier führte vermutlich auch eine Bootsverbindung zum gallo-römischen Inselheiligtum auf der Ufenau. Nach der Unterwerfung Rätiens durch die Römer nahm der schon damals von der helvetischen Bevölkerung betriebene Warenverkehr in West-Ost-Richtung beträchtlich zu, und ihre Blütezeit erreichte die Siedlung im zweiten und beginnenden dritten Jahrhundert. Mit der Einwanderung der Alamannen verlor Kempraten seine Bedeutung als Schnittpunkt des Warenverkehrs.
Kempraten zählt im Kanton St. Gallen zu den bedeutendsten archäologischen Fundstellen. Anlässlich von archäologischen Untersuchungen wurden im Herbst 2004 zwischen den modernen Brückenpfeilern der Rekonstruktion der historischen Seebrücken zwischen Rapperswil und Hurden die Überreste von mächtigen Pfählen aus Weisstanne und Eiche entdeckt, ein weiterer Hinweis auf die Zentrumsfunktion der Siedlung. Die bohlenartigen Weisstannen wurden gemäss C14-Analysen um 165 n. Chr., zu Beginn der Regierungszeit von Kaiser Marcus Aurelius Antoninus Augustus, gefällt. Eine römische Befestigung des heutigen Schlosshügels von Rapperswil, mit seiner strategisch günstigen Position, durch den einen Kilometer entfernten vicus Centum Prata gilt als wahrscheinlich, wenn auch nicht archäologisch nachgewiesen.

## Gallo-römische Siedlung
Nach dem Abzug der römischen Truppen und Verwaltung um das Jahr 401 (488) nach Italien liegen nur wenige Erkenntnisse vor. Wie andernorts auch, hat die Siedlung in Kempraten-Lenggis vermutlich weiterbestanden und die gallo-römische Bevölkerung dürfte mit der alamannischen Einwanderungswelle im 3. und 5. Jahrhundert n. Chr. verschmolzen sein. In den römischen Ruinen wurden alamannische Körpergräber aus dem 7. Jahrhundert und eine Vielzahl von Gebrauchsgegenständen und Waffen aus der gesamten Besiedlungsgeschichte gefunden. Aegidius Tschudi beschreibt in seiner Chronik einen Stein mit römischer Inschrift, womit der Weihestein aus der Pfarrkirche in Jona gemeint sein könnte.

## Name
In nachrömischer Zeit wurde der Vicus in Anlehnung an den lateinischen Namen in Centoprato («Ort der hundert Wiesen») genannt und 863 als Centiprata urkundlich erwähnt, wovon sich das heutige Kempraten für den Ortsteil ableitet.

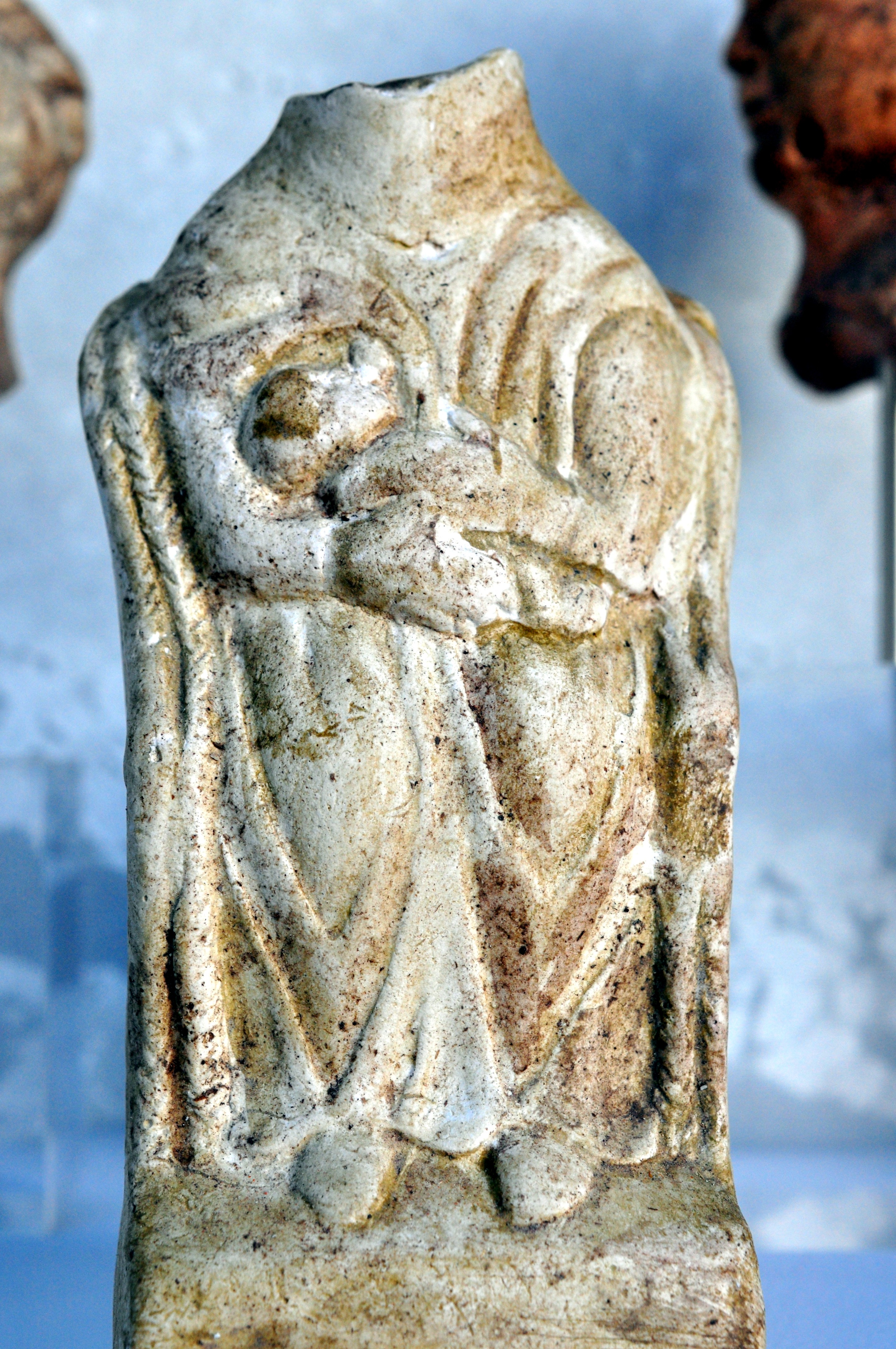
Terrakotta-Figürchen von der sogenannten Römerwiese
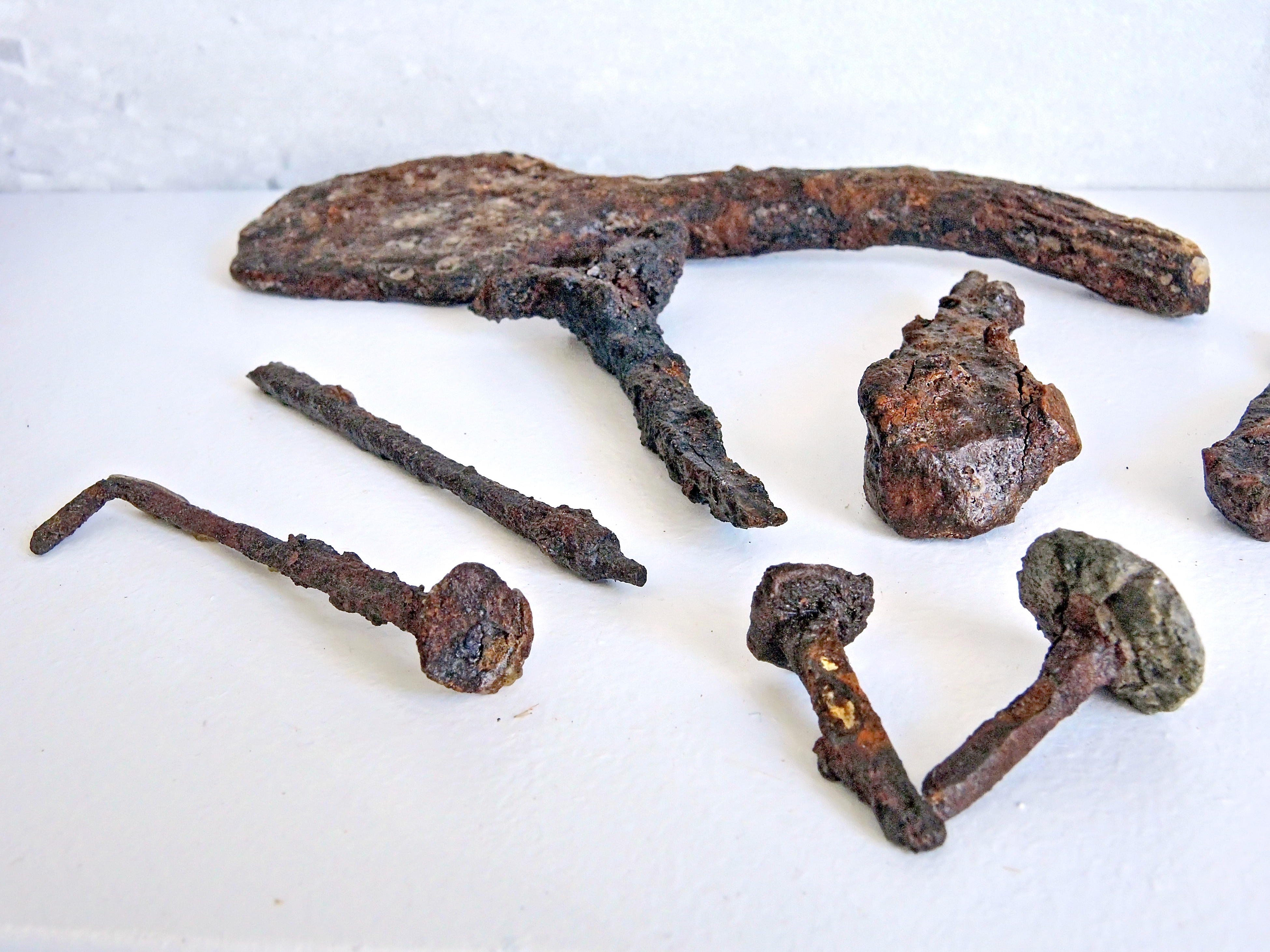
Eiserne Nägel und Werkzeuge, Römerwiese
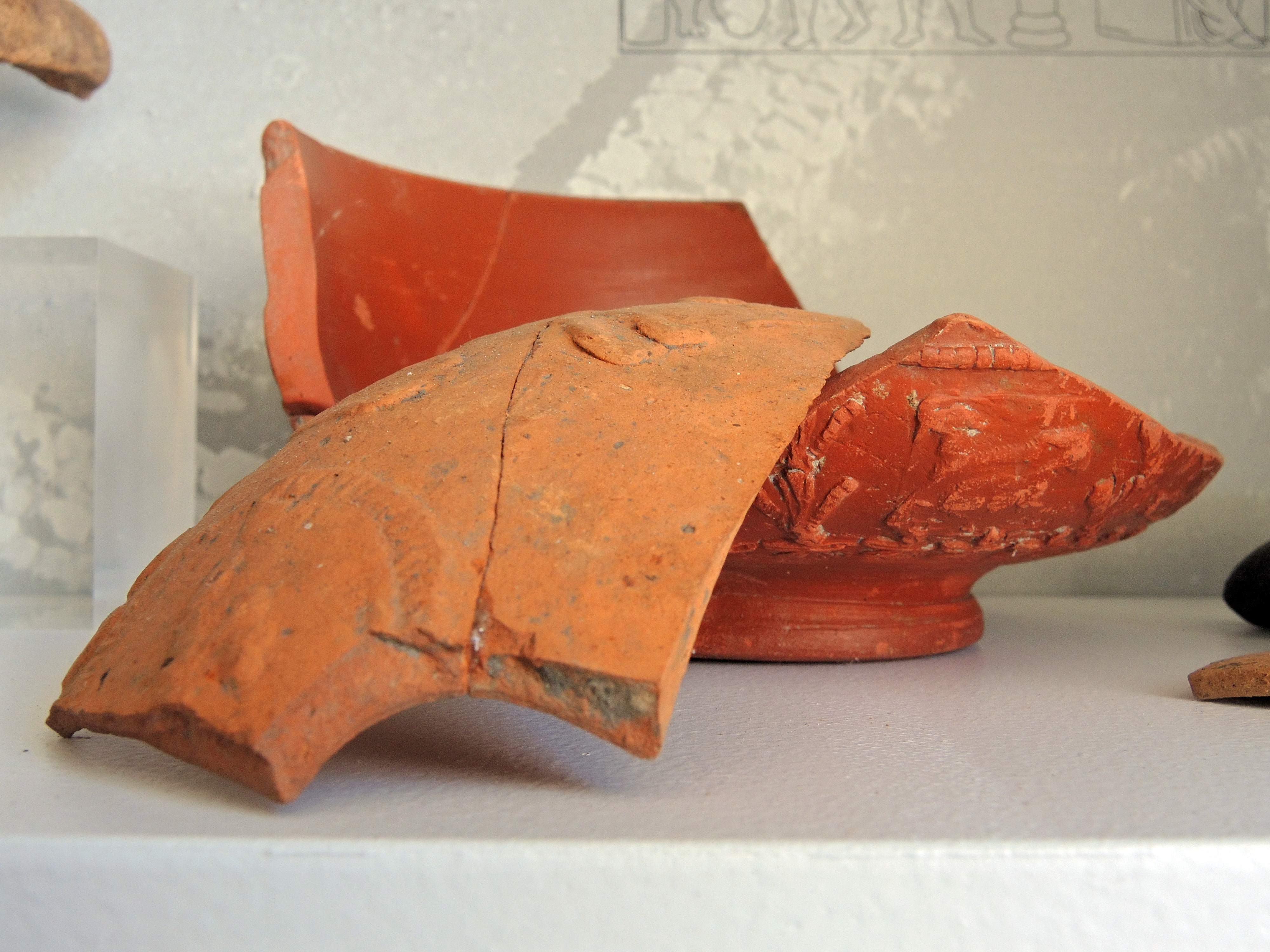
Keramik, Römerwiese
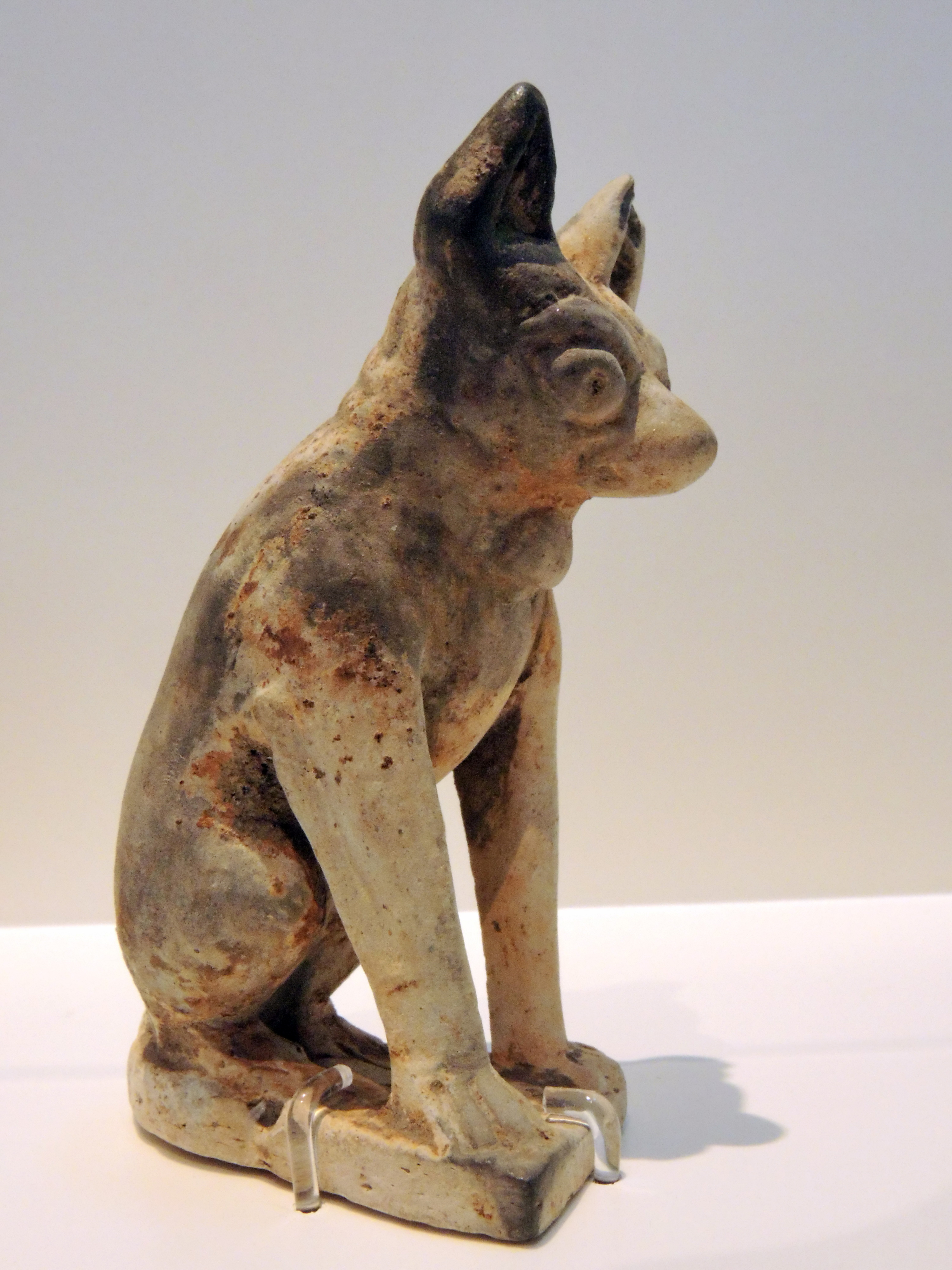
Grabbeigabe vermutlich aus Mittelgallien, 2. Jh. n. Chr., Terrakotta, Stadtmuseum Rapperswil-Jona
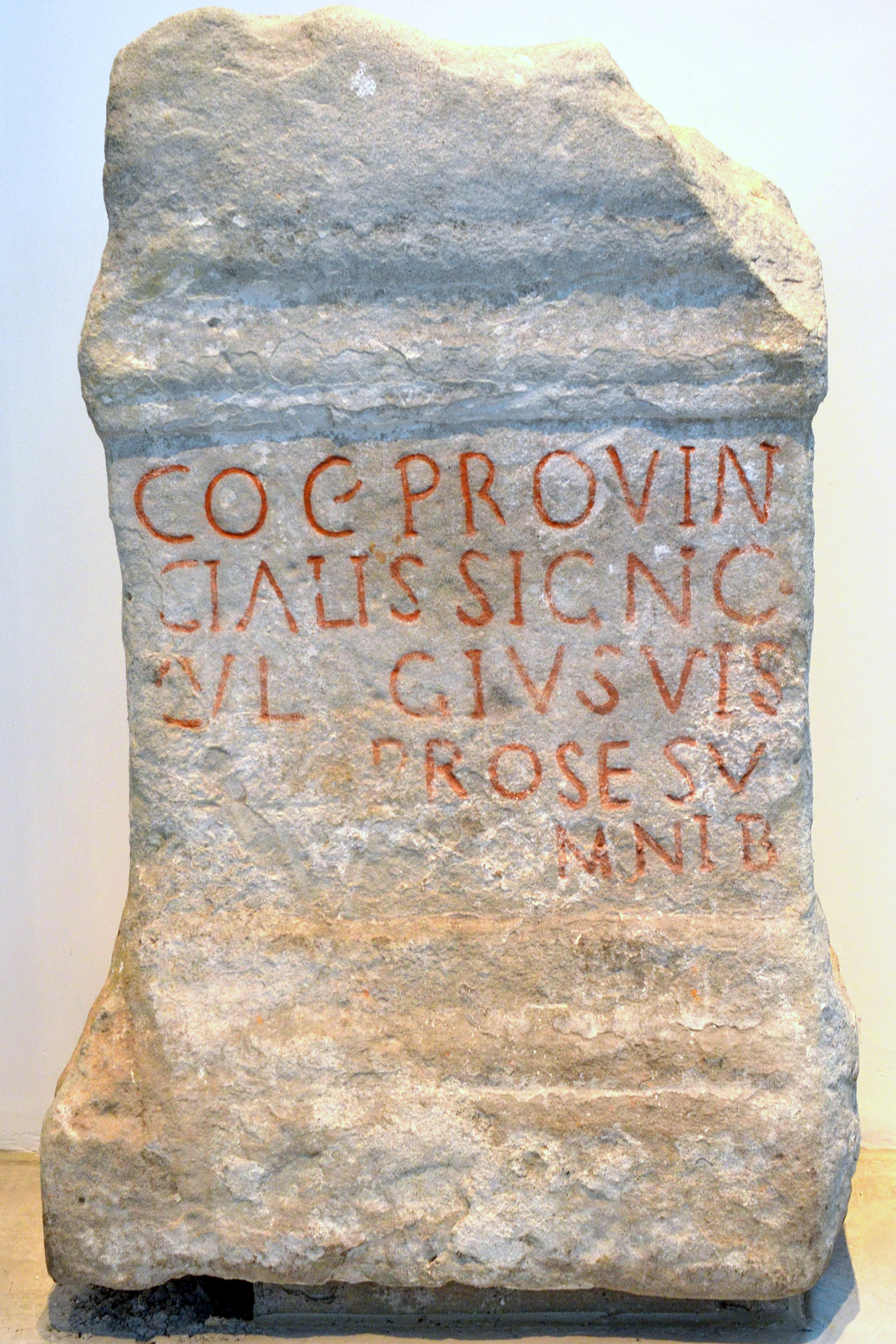
Römischer Weihestein aus der Pfarrkirche in Jona